# Discografia degli Hanson
Questa pagina contiene la discografia della band statunitense Hanson. Riportati ma non sommati nel template, progetti paralleli solisti dei membri della band o con altre band e pubblicazioni non ufficiali.

## Album

### Demo
- 1995 - Boomerang (Autoprodotto)
- 1996 - Mmmbop (Autoprodotto)

### Album in studio
- 1997 - Middle of Nowhere
- 2000 - This Time Around
- 2004 - Underneath
- 2007 - The Walk
- 2010 - Shout It Out
- 2013 - Anthem
- 2018 - String Theory

### Album natalizi
- 1997 - Snowed In
- 2017 - Finally It's Christmas

### Album dal vivo
- 1998 - Live from Albertane
- 2005 - The Best of Hanson: Live & Electric
- 2007 - Middle of Nowhere Acoustic

### Album video
DVD/VHS musicali
- 1997 - Hanson: Tulsa, Tokyo, & the Middle of Nowhere - Sottotitolata in italiano (VHS ed in seguito anche in DVD)
- 1998 - The Road to Albertane (VHS)
- 2000 - Live at Fillmore - pubblicato solo negli Stati Uniti (DVD)
- 2003 - Underneath Acoustic Live (DVD)
- 2009 - Strong Enough to Break - Documentario disponibile sul sito ufficiale della band e scaricabile gratuitamente via podcast sulla piattaforma digitale iTunes (DVD)
- 2009 - 5 of 5 DVD Set - Disponibile solo sul sito ufficiale della band (5 DVD e 5 CD live del mini tour 5 of 5)

## Extended play
- 2001 - Underneath Acoustic Live
- 2005 - Penny & Me (Pubblicato come Ep solo in Italia)
- 2008 - Take the Walk
- 2009 - Stand Up Stand Up
- 2011 - Facing the Blank Page (Pubblicato solo come download digitale)
- 2012 - No Sleep for Banditos (Pubblicato solo come download digitale)

## Raccolte
Ufficiali
- 1997 - Snowed In
- 1998 - 3 Car Garage: The Indie Recordings '95-'96

Non ufficiali
- 2004 - Christmas Collection: 20th Century Masters (Snowed In Remastering, ex major/ex major)
- 2005 - Hanson: Mmmbop the Collection (ex major)
- 2006 - 20th Century Masters – The Millennium Collection: The Best of Hanson (ex major)

## Singoli
Con relativo video musicale
- 1997 - Mmmbop
- 1997 - Where's the Love (due versioni del video)
- 1997 - I Will Come to You
- 1998 - Weird
- 1998 - Thinking of You
- 1998 - River
- 1998 - Gimme Some Lovin' (cover)
- 2000 - If Only
- 2000 - This Time Around
- 2000 - Save Me
- 2004 - Penny & Me
- 2005 - Lost Without Each Other
- 2007 - Great Divide (due versioni del video)
- 2007 - Go
- 2010 - Thinking 'Bout Somethin
- 2011 - Give a Little
- 2013 - Get the girl back

Senza video musicale
- 2010 - Furry Walls (Pubblicato come singolo solo in Italia; cover non estratta da nessun album della band)

## Partecipazioni

### Colonne sonore
- 1997 - Fuochi d'artificio - Con la canzone Lucy dell'album Middle of Nowhere[1]
- 1998 - The Borrowers (I Rubacchiotti) - Presenti nei crediti finali con la canzone Weird dell'album Middle of Nowhere[2]
- 1998 - Jack Frost - Con 3 cover inserite sia nel film che nella colonna sonora: Merry Christmas Baby, Gimme Some Lovin' e Good Lovin[3]
- 2000 - Scoprendo Forrester - Con Save Me dell'album This Time Around, presente nel film ma non nel relativo cd [4]
- 2001 - Pretty Princess - Con la canzone Wake Up presente nel cd della colonna sonora e in nessun album della band[5]

## Progetti con altre band

### Tinted Windows
Band con Taylor Hanson, James Iha, Bun E. Carlos e Adam Schlesinger.

### Album
- 2009 - Tinted Windows

### Singoli & Videoclip
- 2009 - Kind of a Girl